# Joseph Duclos
Pour les articles homonymes, voir Duclos.
 (février 2021).
La mise en forme du texte ne suit pas les recommandations de Wikipédia : il faut le « wikifier ».
Les points d'amélioration suivants sont les cas les plus fréquents :
- Les titres sont pré-formatés par le logiciel. Ils ne sont ni en capitales, ni en gras.
- Le texte ne doit pas être écrit en capitales (les noms de famille non plus), ni en gras, ni en italique, ni en « petit »…
- Le gras n'est utilisé que pour surligner le titre de l'article dans l'introduction, une seule fois.
- L'italique est rarement utilisé : mots en langue étrangère, titres d'œuvres, noms de bateaux, etc.
- Les citations ne sont pas en italique mais en corps de texte normal. Elles sont entourées par des guillemets français : « et ».
- Les listes à puces sont à éviter, des paragraphes rédigés étant largement préférés. Les tableaux sont à réserver à la présentation de données structurées (résultats, etc.).
- Les appels de note de bas de page (petits chiffres en exposant, introduits par l'outil «  Source ») sont à placer entre la fin de phrase et le point final[comme ça].
- Les liens internes (vers d'autres articles de Wikipédia) sont à choisir avec parcimonie. Créez des liens vers des articles approfondissant le sujet. Les termes génériques sans rapport avec le sujet sont à éviter, ainsi que les répétitions de liens vers un même terme.
- Les liens externes sont à placer uniquement dans une section « Liens externes », à la fin de l'article. Ces liens sont à choisir avec parcimonie suivant les règles définies. Si un lien sert de source à l'article, son insertion dans le texte est à faire par les notes de bas de page.
- La présentation des références doit suivre les conventions bibliographiques. Il est recommandé d'utiliser les modèles {{Ouvrage}}, {{Chapitre}}, {{Article}}, {{Lien web}} et/ou {{Bibliographie}}. Le mode d'édition visuel peut mettre en forme automatiquement les références.
- Insérer une infobox (cadre d'informations à droite) n'est pas obligatoire pour parachever la mise en page.

Pour une aide détaillée, merci de consulter Aide:Wikification.
Si vous pensez que ces points ont été résolus, vous pouvez retirer ce bandeau et améliorer la mise en forme d'un autre article.
Joseph Duclos de Bouillas, né en 1719 à Toulouse et mort en 1764, est un marchand et négociant français du siècle des lumières. Il est aussi le fondateur de la Manufacture Royale de Lectoure.

## Les Duclos

### La famille Duclos
La famille Duclos était une famille toulousaine de négociants, respectée et prospère.
Jean Duclos, le père de Joseph, était capitoul et baron de Laas.
La famille acquit en 1746, un domaine située au 13 de la rue Peyras à Toulouse, près de la rue Saint-Rome dans le centre-ville. Elle fut cédée par Joseph Colomès de Laréole. Leur demeure, un grand hôtel particulier, fut construit à la fin du XVIe siècle.
Elle est l'une des plus grandes bâtisses de la rue Peyras avec une façade symétrique à neuf travées de fenêtres dont la sobriété reflète la rigueur du travail des négociants. La travée centrale est marquée par un portail monumental en arc cintré permettant d'accéder à la cour intérieure. Rue du Faubourg-Saint-Étienne à Toulouse, on trouvait 8 magasins que possédait la famille Duclos, où elle entreposait des cuirs et des grains qu’elle revendait, via le canal du Midi, jusqu'à Marseille.

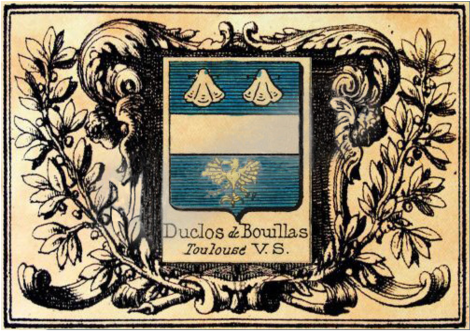
Blason de Joseph Duclos de Bouillas

### Joseph Duclos (biographie)
Joseph Duclos était quant à lui, seigneur de Bouillas, ancienne terre située entre Lectoure et Fleurance.
Riche marchand et négociant toulousain, Joseph et son frère, Jean Barthélemy Duclos, assuraient des transferts de fonds provenant d'impôts directs entre Paris et Auch, servant d'intermédiaires entre le receveur général des finances Taillepied, comte de Bondy, à Paris et le premier commis Marian à la tête des services de la recette générale d'Auch.
En outre, il fournissait d'importantes quantités de riz à l'intendant d'Etigny à Auch afin de procéder à des distributions gratuites pendant la disette des années 1751-1752.
En 1751, les deux frères reçurent en héritage trois ateliers de tanneurs et une maison appartenant à la famille Pérès, riche famille de tanneurs de la ville de Lectoure, liée par mariage aux Duclos. Les frères Duclos saisirent l'occasion de développer le commerce du cuir de Lectoure sur le modèle d’une manufacture.

## La manufacture royale de Lectoure

### Lesiècle des lumières– Création du luxe à la française
Au début du XVIIIe siècle, l’industrie française continua son développement, commencé au siècle précédant, par Colbert alors ministre de Louis XIV. Il eut pour but de donner une forte indépendance économique et financière à la France, en lançant plusieurs nouvelles industries. Il décida alors de développer les ateliers existants en les perfectionnant grâce à l'apport d'une main d'œuvre étrangère plus qualifiée. Ces industries, subventionnées par l'État, pouvaient alors se voir octroyer le titre de manufacture royale. Le souhait de Colbert était alors, de créer des produits de luxe capable d'enrichir le pays.
Par conséquent, les petits ateliers artisanaux existants se regroupaient peu à peu pour former des établissements plus importants qui portèrent le nom de « manufacture».

### 1754
Les frères Duclos, Joseph et Jean Barthélemy, achetèrent les terrains environnants à leurs ateliers lectourois, afin de construire un établissement capable de produire une grande quantité de cuirs destinés aux commerces des grandes villes en France, en Espagne et dans d’autres pays d'Europe. Joseph Duclos s'occupa de la plupart des achats de terrains entre 1751 et 1753, recrutant également la main d'œuvre locale pour la future manufacture.

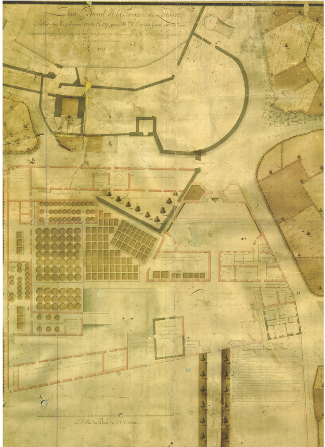
Plan de la manufacture royale de Lectoure

Les lectourois, convaincus des avantages économiques d’un tel établissement dans leur ville, leur accordèrent le droit d’utiliser l’eau des fontaines avoisinantes: Diane et Saint Clair, pour alimenter la manufacture. En effet, les deux fontaines sont approvisionnées par l’eau des sources du même nom. La fontaine Diane a fourni en eau l’artisanat du quartier de Fontelie, Hountélie en gascon, notamment les ateliers de tanneurs situés en contrebas, puis la tannerie royale de Lectoure et une grande quantité de foyers domestiques jusqu’à l’installation des réseaux d’eau courante.
La bonne réputation des Duclos leur permis également d’obtenir du roi la possibilité de s’approprier un morceau du bastion de l'enceinte fortifiée pour construire leurs bâtiments.
Le 19 Mars 1752, les frères Duclos montèrent une société par acte notarié afin d'obtenir le capital nécessaire pour la construction et le fonctionnement de leur établissement, pour une durée de 25 ans.
Ils s'associèrent avec deux banquiers parisiens, Henri et Pierre Duman et Louis Ricateau, qui apportèrent leur soutien financier à la tannerie de Lectoure, mais les frères Duclos demeurèrent majoritaires.
Le capital de la société commença donc avec quatre cent mille livres, dont les trois quarts provenant de la famille Duclos.
Le 30 janvier 1752, la première pierre de la tannerie fut posée et bénie par l’évêque de la ville, Monseigneur de Narbonne Pelet. Une grande cérémonie fut organisée et toute la ville de Lectoure fut conviée.
Tout était favorable à une activité prospère. En effet, elle était protégée par l’administration royale, bénie par l’Eglise et équipée des techniques modernes de l’époque mises à la disposition d’une centaine d’ouvriers parmi les meilleurs du Royaume et d’Europe, tanneurs et corroyeurs. Même si la main d'œuvre locale avait été réquisitionnée, les ouvriers les plus qualifiés venaient d’horizons différents parfois même lointains.
L'activité de la manufacture débuta en 1754 avec le soutien de l'intendant. Le 22 Avril 1754, Joseph Duclos fit la demande au roi, par lettres patentes, de l'obtention du titre de « manufacture royale ».

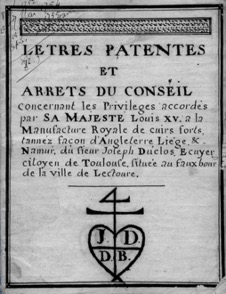
Lettres Patentes

### Lettres Patentes
En 1754, le roi Louis XV permit à Joseph Duclos la création de la Manufacture Royale des cuirs de Lectoure.
La notion d’écologie était déjà importante à l’époque. On le retrouve aussi écrit dans les Lettres Patentes: « Les sieurs Barthelemy et Joseph Duclos, frères, négociants à Toulouse […] cet emplacement étant très propre par la nature de son terrain et de ses eaux pour la préparation des cuirs […] en détruisant l’usage de la chaux vive dans la première préparation des cuirs, en procurer le gonflement sans le recours d’aucuns ingrédients corrosifs ».
La production était plus écologique pour l'environnement et moins agressive pour les peaux mais aussi plus coûteuse. La Manufacture Royale de Lectoure pouvait alors vendre sa production dans toute l'Europe, et être très attractive.
L'architecte, Pierre Racine de Rocheville, a conçu les plans de la manufacture. Pierre Racine de Rocheville, construit, pour la première fois, une tannerie basée sur une étude scientifique afin de créer un modèle unique de tannerie. La tannerie était considérée pour l'époque comme un mariage de l'approche scientifique et de la beauté esthétique,.

### L’activité de la manufacture jusqu’en 1850
L’activité de la tannerie débuta officiellement en 1754. Joseph Duclos était alors le directeur de la manufacture tandis que son frère Jean-Barthélémy vivait à Valence, en Espagne, probablement pour servir d'intermédiaire pour les commandes espagnoles.
En 1758, l'intendant d'Etigny se chargea de l'inventaire du stock de la production qui représentait 9 000 cuirs d’une valeur de 156 690 livres. L'inventaire répertoria également un nombre important de cuirs non tannés répondant probablement à une commande provenant d'Espagne.
Grâce à de nouveaux associés et à la guerre de 7 ans entre la France et l’Angleterre de 1756 à 1763, la Manufacture fournissait les peaux nécessaires à la fabrication de chaussures militaires. En 1762, une commande de 76 000 livres est enregistrée dans les comptes pour la fabrication de 20 000 paires de souliers destinées aux troupes militaires.
Faute de successeurs, l’activité s’arrête en 1850. La magnifique manufacture de Lectoure, classée monument historique en 2018, reste un monument important dans la ville, jusqu’à son réveil en 2021.

## 2021 - Nouvelle collection
(juin 2023).
En 2021, la maison Joseph Duclos s'inspire de l’essence du luxe à la française et du siècle des Lumières.
En s’entourant des quelques artisans maîtrisant encore des gestes longtemps oubliés, il ravive ce qui fait la gloire du luxe français: un savant mélange de savoir-faire, d’élégance et de modernité. 
Cet héritage est plus que jamais présent à travers chacun des objets de la maison Joseph Duclos. Elle s’efforce tous les jours de redécouvrir les techniques réfléchies de ses ancêtres passionnés. Joseph Duclos façonne une maroquinerie d’une qualité sans compromis, toujours plus respectueuse de la nature et de l’homme. Mais surtout, elle fait perdurer leur philosophie des Lumières en veillant à s’améliorer en permanence.

### Maroquinerie
Chaque création a été pensée pour mettre en valeur son cuir d’exception et la qualité rare de ses techniques d’assemblage. Et toutes sont produites dans des quantités extrêmement réduites, de façon à prendre le temps de respecter les processus écologiques du tannage naturel, mais aussi de soigner les finitions dans les moindres détails. Les formes élégantes des différents modèles sont agrémentées de bijouteries exceptionnelles, forgées minutieusement dans les matériaux les plus précieux.
Pour réaliser ces créations, Joseph Duclos est parti à la recherche des meilleurs maroquiniers de France, très souvent Compagnons du Devoir.

### Bijoux
Pour compléter ses collections de maroquinerie, Joseph Duclos a créé des accessoires exquis qui écrivent, eux aussi, l’histoire d’un luxe personnel et authentique. S’appuyant sur les mêmes éléments clés que les lignes de sacs, ces bijoux inspirés des tenues d’apparat du XVIIIe siècle marient l’or et le métal palladié aux plus précieux des cuirs.

### Parfums
Voilà plus de six siècles que l’histoire du cuir et celle du parfum sont intimement liées. Dès la fin du XVe siècle, le marquis Pompeo Frangipani a l’idée de développer une fragrance à l’amande pour parfumer l’intérieur de ses gants en cuir. Depuis, le travail du cuir va de pair avec l’art de la parfumerie.
Sous l’impulsion de Ramesh Nair, et avec l’aide du nez de Nathalie Feisthauer, Joseph Duclos a créé des fragrances, correspondant aux univers de ses collections de maroquinerie. Inspirées des sources qui jaillissent à Lectoure, elles évoquent la naturalité et la force de ces eaux pleines de vie.

### Le 54
La Maison Joseph Duclos a ouvert les portes de sa  boutique phare en septembre 2021: un lieu immersif pensé pour permettre aux visiteurs de découvrir l’univers polysensoriel de Joseph Duclos, centré sur le travail expert du cuir.
54, rue du Faubourg Saint-Honoré
Située en plein cœur de Paris, cette première adresse se veut hautement symbolique. Le numéro 54 évoque en effet l’année de création de la Manufacture Royale, au XVIIIe siècle. Quant au Faubourg Saint-Honoré, il fut le point de rencontre de bien des philosophes du siècle des Lumières. Ce n’est qu’à 500 mètres du 54 actuel que Madame Geoffrin tenait son salon littéraire. 
Pour donner vie à cette première boutique historique, Joseph Duclos s’est tourné vers Tristan Auer, magicien de la rénovation connu pour avoir orchestré la transformation de l’Hôtel Crillon et des Bains Douches, entre autres lieux illustres situés à Londres, New York ou sur l’Île Moustique.
Pour sa collaboration avec Joseph Duclos, Tristan Auer est allé puiser son inspiration dans l’architecture de la Manufacture Royale de Lectoure, mais aussi dans celles des plus beaux châteaux français tels que Versailles, Chenonceau et Rambouillet. En réinterprétant leurs codes, il a insufflé leur esprit à tous les espaces de la nouvelle demeure de Joseph Duclos, en particulier l’Atelier et le Salon Privé. Dans ce lieu intimiste, un artisan de la Maison partagera les gestes longtemps oubliés qu’il a appris à maîtriser. Les visiteurs pourront ainsi le voir façonner un sac exclusif estampillé «made in Faubourg Saint-Honoré».